# Alma Cara
Alma Cara é o segundo álbum da banda portuguesa Expensive Soul.
| Críticas profissionais                                                      | Críticas profissionais |
| Avaliações da crítica                                                       | Avaliações da crítica  |
| Fonte                                                                       | Avaliação              |
| --------------------------------------------------------------------------- | ---------------------- |
| Disco Digital                                                               | (sem nota)             |
| Esta tabela precisa de ser acompanhada por texto em prosa. Consulte o guia. |                        |

## Faixas
1. Isto é Alma (Intro)
2. Isto é Alma
3. Respiro
4. Brilho
5. 1ª Fila (bounce)
6. Recado
7. Acordo às 5
8. (In)correcto
9. 13 Mulheres
10. É Sempre Assim (com NBC)
11. Eu e Tu, o Quê?
12. A Viver
13. Momentos
14. Liberdade de Expressão (com Xeg)